# Kurt Bimler
Kurt Bimler (* 28. September 1883 in Alt-Schalkowitz; † 5. Juni 1951 in Wiesbaden) war ein deutscher Kunsthistoriker und Bildhauer.

## Leben und Werk
Kurt Bimler war der Sohn des Zeichenlehrers Hans Bimler (1860–1929). Er besuchte das Gymnasium in Beuthen und studierte ab 1904 in Breslau und Bonn Germanistik, Französisch und Geschichte. 1907 wurde er in Breslau bei Max Koch promoviert. Er war als Realschullehrer in Beuthen tätig und sammelte Kunstgegenstände. Seine Sammlung wurde 1909 in Beuthen ausgestellt, daraus ergab sich 1910 die Gründung des Beuthener Geschichts- und Museumsvereins und des Oberschlesischen Landesmuseums in Beuthen, das er mit seinem Vater leitete, bis er 1919 nach Breslau zog.
Er habilitierte sich für Kunstgeschichte an der Technischen Hochschule Breslau und lehrte dort bis 1945 als Privatdozent für Kunstwissenschaft am Institut für Architektur. Er unterrichtete in seinen Vorlesungen die Studierenden des Baufaches im Modellieren und Aktzeichnen.
Als Kunsthistoriker beschäftige er sich vor allem mit der Kunstgeschichte seiner Heimat Schlesien. Als Bildhauer schuf er Bildnisbüsten im Oberschlesischen Museum in Gleiwitz und neun Portraitmedaillons an der Technischen Hochschule Breslau, Portalfiguren am Maria-Magdalenen-Gymnasium in Breslau sowie das Kriegerdenkmal in Zaborze. Er fertigte Entwürfe für Bildnismedaillons, Medaillen und Plaketten für die Kunsteisengießerei in Gleiwitz. Ferner schuf er für die Porzellanfabrik Reinhold Schlegelmilch in Tillowitz die Entwürfe für die Tierplastiken „Stute mit Fohlen“ und „Hockender Bär“.

## Veröffentlichungen (Auswahl)
- Die erste und zweite Fassung von Goethes „Wanderjahren“. Beuthen 1907 (Dissertation).
- Schlesische Burgen und Renaissanceschlösser (Digitalisat).
  - Lieferung 1: Die ehemalige Kaiserburg in Breslau. Breslau 1933.
  - Lieferung 2: Das Piastenschloss zu Brieg. Breslau 1934.
  - Lieferung 3: Das Piastenschloss zu Ohlau. Breslau 1936
- Quellen zur schlesischen Kunstgeschichte. 6 Hefte, Maruschke & Berendt, Breslau 1936–1941
- Die schlesischen massiven Wehrbauten (Digitalisat).
  - Band 1: Fürstentum Breslau, Kreise Breslau, Neumarkt. Breslau 1940.
  - Band 2: Fürstentum Brieg, Kreise Brieg, Ohlau, Strehlen. Breslau 1941.
  - Band 3: Fürstentum Oels - Wohlau. Kreise Oels. Bross Wartenberg. Trebintz. Militsch. Wohlau. Breslau 1942.
  - Band 4: Fürstentum Liegnitz. Kreise Liegnitz. Goldberg. Lüben. Breslau 1943.
  - Band 5: Fürstentum Munsterberg. Kreis Frankenstein (Munsterberg) . Breslau 1944.
- Das Breslauer Rathaus. Breslau 1941